# Raewyn Connell
Raewyn Connell, citée également R. W. Connell, est une sociologue australienne connue pour ses travaux sur les thématiques des rapports de classe, de genre, sur l'éducation ou encore sur les rapports Nord/Sud dans la recherche académique. Elle introduit la recherche sur les masculinités dans les études de genre. Elle définit la notion de masculinité hégémonique.

## Biographie
Raewyn Connell est née le 3 janvier 1944 à Sydney, en Australie. Son père, William Fraser Connell est  professeur d'éducation à l'université de Sydney. Sa mère, Margaret Lloyd Connell est professeure de sciences au secondaire. Raewyn Connell a deux sœurs ,,.
Raewyn Connell fait ses études aux lycées de Manly et de North Sydney. Elle est diplômée de l'université de Melbourne et de l'université de Sydney. Elle occupe différents postes universitaires. Elle fonde le département de sociologie à l'université Macquarie dont elle est professeure de 1976 à 1991.
Aux États-Unis, Raewyn Connell est professeure d'études australiennes à l'université Harvard en 1991-1992 et professeure de sociologie à l'université de Californie à Santa Cruz de 1992 à 1995.
La sociologie de Raewyn Connell met l'accent sur la nature historique de la réalité sociale et le caractère transformateur de la pratique sociale. Ses écrits tentent de combiner les détails empiriques, l'analyse structurelle, la critique et la pertinence de la pratique. Une grande partie de son travail empirique utilise des entretiens biographiques, dans l'éducation, la vie familiale et les lieux de travail. Elle écrit ou co-écrit 21 livres et plus de 150 articles de recherche. Son travail est traduit en 16 langues.
Raewyn Connell siège au comité de rédaction ou au conseil consultatif de nombreuses revues universitaires, dont Signs, Sexualities, The British Journal of Sociology, Theory and Society et The International Journal of Inclusive Education .
Raewyn Connell est une femme trans, qui commence sa transition de genre tardivement dans sa vie. Presque tous ses travaux antérieurs sont publiés sous le nom non genré R.W. Connell, jusqu'à la deuxième édition de Masculinities en 2005. Quelques publications sont sous les noms de Bob ou Robert. Depuis 2006, tout son travail est apparu sous le nom de Raewyn Connell. Elle écrit également sur la transidentité, ou répond à des interviews sur le sujet.

## Thématiques de recherche
Après des recherches sur le croisement des rapports de genre et des rapports de classe en milieu scolaire, Raewyn Connell mène une réflexion sur le concept de masculinités. Elle a notamment participé à l'élaboration du concept de masculinité hégémonique, entendu comme la forme de masculinité assurant, dans un contexte donné, la perpétuation du patriarcat ainsi que des formes de domination internes aux masculinités. Elle définit quatre groupes de masculinités : hégémoniques, subordonnées, complices et marginales. La masculinité hégémonique est celle qui domine les trois autres. Une fois ce cadre théorique fixé, l'auteure l'a développé dans des domaines aussi divers que la prévention du VIH/sida ou l'éducation. Plus récemment, elle a travaillé sur une approche intellectuelle du « Sud global » comme espace de production de savoir subalterne. Ainsi, elle cherche à éclairer les rapports de domination entre les productions scientifiques des universités du Nord, face à un savoir déconsidéré et structurellement dominé dans les universités du Sud, cette réflexion rejoignant notamment les mouvements sociaux de lutte pour l'accès libre au savoir (open access to knowledge).
Les champs d'étude sur les masculinités existent depuis les années 1980, dans les pays anglo-saxons. Ce champ de recherche est beaucoup plus récent en France. L'ouvrage Masculinities de Raewyn Connell est publié en français en 2005, soit 20 ans après sa première édition.

## Publications
- (en) Ruling class, ruling culture : studies of conflict, power, and hegemony in Australian life, Cambridge, University Press, 1977, 250 p.
- (en) Making the difference : schools, families, and social division, 1982, 228 p.
- (en) Gender and power : society, the person, and sexual politics, Stanford University Press, 1987, 334 p.

- (en) Masculinities, Berkeley, Université de Californie, 1995, 295 p. (ISBN 0-520-08998-7).

- (en) Education, change and society, 2007, 357 p. (ISBN 978-0-19-555528-8)
- (en) Male roles, masculinities and violence : a culture of peace perspective, Unesco, 2000, 288 p.
- (en) The men and the boys, 2000, 259 p. (ISBN 1-86508-416-6)
- (en) Gender, Cambridge UK, 2002, 173 p.
- Raewyn Connell (trad. Claire Richard, Clémence Garrot, Florian Voros, Marion Duval, Maxime Cervulle, postface Eric Fassin), Masculinités: enjeux sociaux de l'hégémonie, Paris, Amsterdam, 2014, 285 p. (ISBN 978-2-35480-139-7)
- (en) The Good University: What Universities Actually Do and Why It’s Time for Radical Change, Monash University Publishing, 2019, 240 p. (ISBN 9781925835038)

- Des masculinités : Hégémonie, inégalités, colonialité, Paris, Payot, coll. « Petite Bibliothèque Payot », 2024, 128 p. (ISBN 9782228929325)